# Cîroc
Cîroc je značka vodky vyráběné  ve  Francii. Od ostatních je odlišná tím, že se vyrábí z hroznů, zatímco ostatní z kukuřice, čiroku, rýže, pšenice, nebo brambor.
Používají se hrozny odrůdy Mauzac Blanc z Gaillacu a Ugni Blanc z oblasti Cognac. Mošt získaný z hroznů kvasí v chladu.
Cîroc vodka je během výroby pětkrát destilovaná.  Při první destilaci je odrůda Ugni blanc umístěna do ocelových tanků a odrůda Mauzac Blanc se destiluje v měděných tancích. Jsou destilovány až na 96,5 % a 93,5 %, pak se míchají dohromady v poměru 95 % Ugni Blanc a 5 % Mauzac Blanc. Poslední destilace je v tradičním Armagnac stylu, používají se měděné tanky.
Majitelem značky je koncern Diageo.